# En skæv start
En skæv start er en dansk dokumentarfilm fra 1993 med instruktion og manuskript af Anja Dalhoff.

## Handling
Cecilie har fået en dårlig start på livet. Hendes far kendes ikke, og hendes mor er død. Moderen var alkoholiker og drak tæt under graviditeten. Cecilie fødes selv som alkoholiker og starter med at skulle afvænnes, men hun har muligvis også skader, der vil forfølge hende resten af livet. Filmen følger Cecilies første leveår på et behandlingshjem, hendes konstant forsinkede udvikling og op- og nedture - og slutter med hendes optagelse i en plejefamilie. Filmen leverer et solidarisk materiale om et problem, folk i almindelighed ved eksisterer, men kender uendelig lidt til - og filmen rejser mange spørgsmål om samfundets prioritering af menneskelighed og behandling. Samtidig er det en varm historie om et lille væsens møde med en stor verden.